# Ingo Wolff

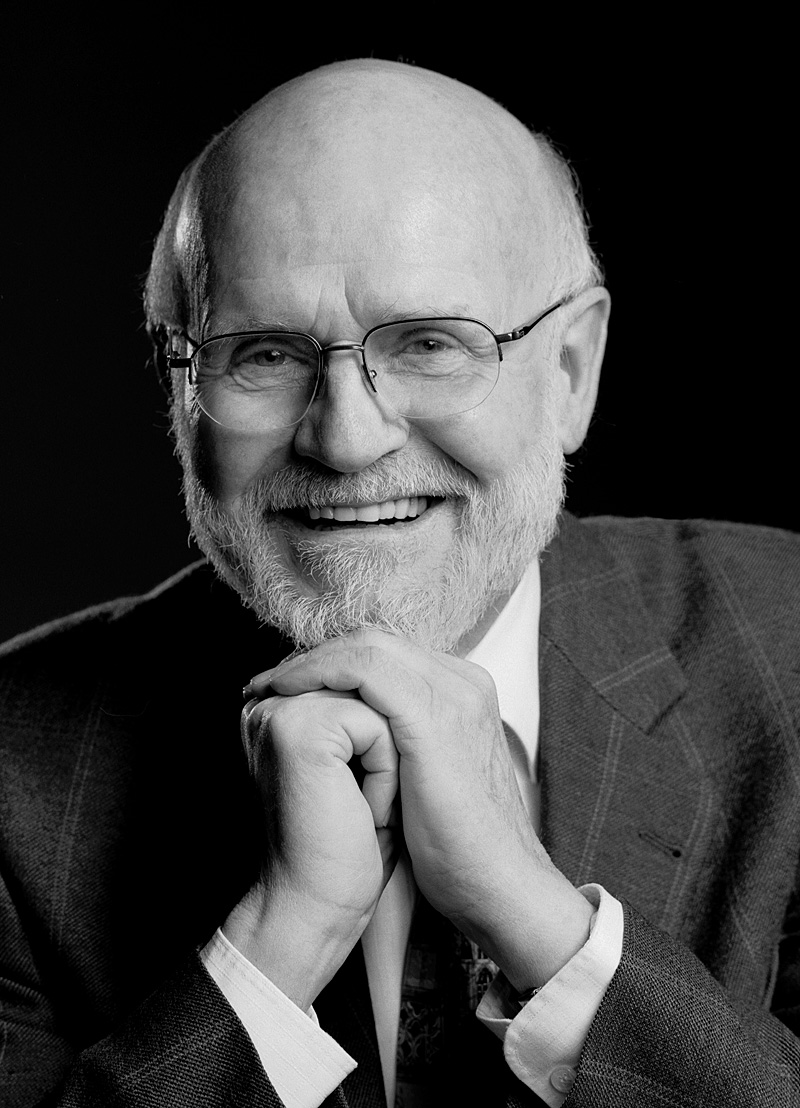
Ingo Wolff (2005)

Ingo Wolff (* 27. September 1938 in Köslin) ist ein deutscher Ingenieurwissenschaftler. Er ist emeritierter Universitätsprofessor für Elektrotechnik an der Universität Duisburg-Essen.

## Leben
Nach der gymnasialen Ausbildung in Solingen studierte Wolff von 1958 bis 1964 Elektrotechnik mit der Fachrichtung Nachrichtentechnik an der RWTH Aachen. Anschließend promovierte er 1967 als wissenschaftlicher Mitarbeiter am Institut für Hochfrequenztechnik der RWTH. Von der Deutschen Forschungsgemeinschaft erhielt er 1967 ein Habilitationsstipendium, das er mit seiner Habilitation für das Fach Hochfrequenztechnik 1970 an der RWTH Aachen abschloss. Nach mehrjähriger Tätigkeit als Dozent für Hochfrequenztechnik an der Technischen Hochschule Aachen wurde er 1973 von dieser zum außerplanmäßigen Professor ernannt.
Schon ein Jahr darauf wurde Wolff auf den Lehrstuhl für Allgemeine und Theoretische Elektrotechnik der Gerhard-Mercator-Universität Duisburg berufen. Drei Jahre später wurde er Dekan des Fachbereichs Elektrotechnik (1977–1978). Im Jahre 1981 erhielt er den Ruf auf die Professur für Hochfrequenztechnik der TU Wien, lehnte jedoch ab. Anstatt nach Österreich zu gehen, wurde Wolff Prorektor für Forschung (bis 1984) und Mitglied im Senat (bis 1990) der Uni Duisburg. Im Jahr 1999 wurde er zum Rektor der Universität Duisburg gewählt. In diesem Amt nahm er umfangreiche Umstrukturierungen der Universität vor, ersetzte die Fachbereiche durch Fakultäten und gliederte die Zusammenarbeit der Bereiche neu. Er initiierte und betrieb in den Jahren bis 2003 die Fusion der Universität Duisburg mit der Universität Essen, die zum 1. Januar 2003 per Gesetz vollzogen wurde.
In Kamp-Lintfort gründete er 1992 mit finanzieller Unterstützung des Landes Nordrhein-Westfalen das Institut für Mobil- und Satellitenfunktechnik, die heutige IMST GmbH, dessen Geschäftsführer er von 1992 bis 2003 nebenamtlich war; von 2003 bis Ende 2018 war er hauptamtlicher Geschäftsführer der IMST GmbH.
Wolff hat 11 Bücher zu Themen aus dem Bereich der Elektrotechnik geschrieben und hat 500 wissenschaftliche Arbeiten in international führenden Fachzeitschriften und auf internationalen Kongressen publiziert. Er war von 2009 bis 2014 Vorsitzender der Informationstechnischen Gesellschaft (ITG) im VDE und Clustermanager des Clusters IKT.NRW.

## Auszeichnungen und Ehrungen
- Ernennung zum Fellow des IEEE (1988)
- Heinrich-Hertz-Preis der Badenwerk-Stiftung und der Universität Karlsruhe (1998)
- Ehrenpreis des IEEE (2000)
- Microwave Career Award der IEEE Microwave Theory and Techniques (MTT) Society (2002)
- Ehrenring des VDE (2004)
- Verleihung des Dr.-Ing. E.h. durch die Fakultät für Elektrotechnik und Informationstechnik des Karlsruher Institut für Technologie, KIT (2010)
- Outstanding Career Award der European Microwave Association (2013)
- ITG-Fellow der Informationstechnischen Gesellschaft (ITG) im VDE (2018)
- Bundesverdienstkreuz am Bande (2019)
- IEEE/RSE James Clerk Maxwell Medal (2022)[1]

## Schriften
- Grundlagen und Anwendungen der Maxwellschen Theorie. Teil I, Bibliographisches Institut, Mannheim 1968, ISBN 3-411-00818-0.
- Grundlagen und Anwendungen der Maxwellschen Theorie. Teil II, Bibliographisches Institut, Mannheim 1970, ISBN 3-411-00731-1.
- Felder und Wellen in gyrotropen Mikrowellenstrukturen. Verlag Friedr. Vieweg + Sohn, Braunschweig, 1973, ISBN 3-528-07512-0.
- Einführung in die Mikrostrip-Leitungstechnik. Teil I: Die Leitungen. Teil II: Technologie und Bauelemente. Verlag H. Wolff, Aachen 1974, ISBN 3-922697-09-7.
- mit Klaus Solbach: Dielektrische Bildleitungen. Verlag H. Wolff, Aachen 1983, ISBN 3-922697-07-0.
- Grundlagen der Elektrotechnik. Verlag Nellisen-Wolff, 1997, ISBN 3-922697-27-5.
- Maxwellsche Theorie. Springer Verlag Berlin 1997, ISBN 3-540-63012-0.
- Grundlagen der Elektrotechnik. Band 1: Das elektrische und das magnetische Feld. Verlagsbuchhandlung Dr. Wolff, Aachen 2004, ISBN 3-922697-28-3.
- Grundlagen der Elektrotechnik. Band 2: Wechselstromrechnung und elektrische Netzwerke. Verlagsbuchhandlung Dr. Wolff, Aachen 2004, ISBN 3-922697-29-1.
- Maxwellsche Theorie. Band 1: Elektrostatik. Verlagsbuchhandlung Dr. Wolff, Aachen 2005, ISBN 3-922697-31-3.
- Maxwellsche Theorie. Band 2: Elektrische Strömungsfelder und Magnetfelder. Verlagsbuchhandlung Dr. Wolff, Aachen 2006, ISBN 3-922697-32-1.
- Coplanar Microwave Integrated Circuits. John Wiley & Sons, New York 2006, ISBN 0-471-12101-0.